# Tyneham
Tyneham är en by spökstad i civil parish Steeple with Tyneham, i kommunen Dorset, i grevskapet Dorset, i England, i närheten av Engelska kanalen. Den övergavs 1948 och är nu den brittiska arméns egendom. Tyneham var en civil parish fram till 2014 när blev den en del av Steeple with Tyneham. Civil parish hade 0 invånare år 2001.
Byn med omgivande hedmarker, totalt 30 km2 togs i beslag av den brittiska armén strax före jul 1943, för att användas som övningsområde inför D-dagen. 225 personer förflyttades. Den sista som lämnade området, lämnade ett meddelande på kyrkdörren:
| ” | Var snäll och behandla kyrkan och husen med varsamhet. Vi har lämnat våra hem, där många av oss har levt i generationer, för att hjälpa nationen att vinna Kriget och bevara mänsklighetens frihet. Vi kommer att återvända en dag och tackar er för att ni behandlat byn med respekt. | „ |

Det som var tänkt som ett temporärt beslagtagande permanentades 1948 när den brittiska armén utnyttjade sina möjligheter till expropriation enligt brittisk lag, CPO (Compulsory purchase order) och gjorde området till sin egendom.
Två filmer har spelats in i spökstaden, på 1980-talet det historiska dramat Comrades (1986).  Byn användes sedan för upplösningen i komedithrillern Angel’s Share av Mike Ripley (2006). Byn nämndes i Domedagsboken (Domesday Book) år 1086, och kallades då Tigeham/Tingeham.

## Bildgalleri

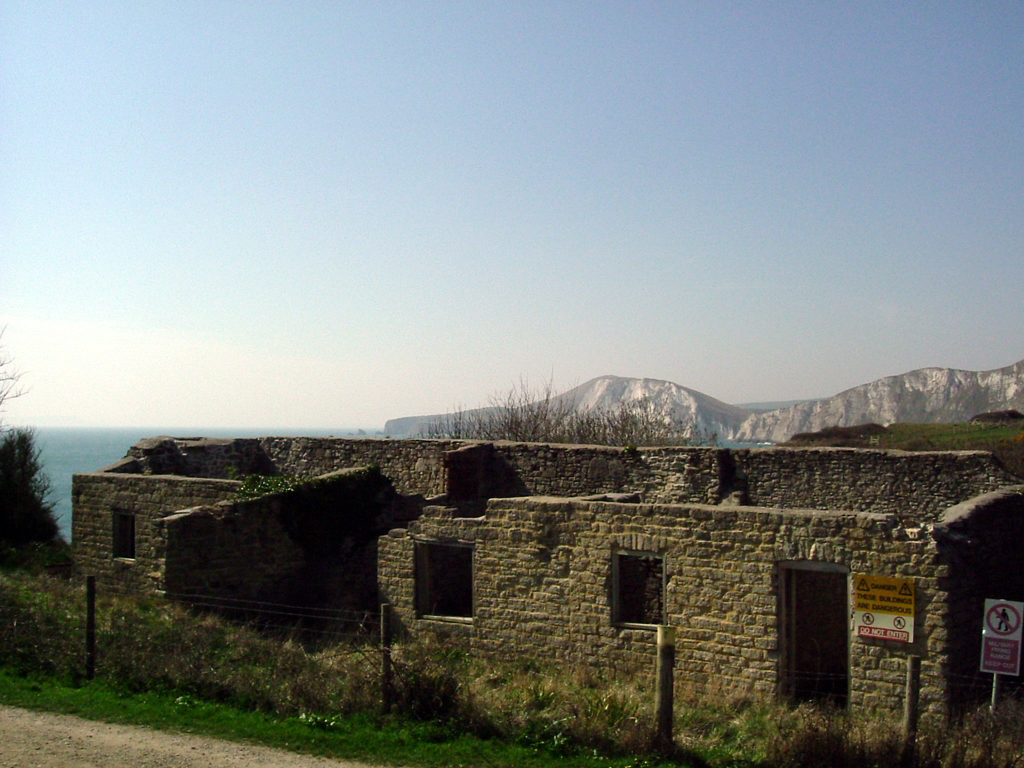
Worbarrow Bay och Mupe Rocks med en husruin i förgrunden
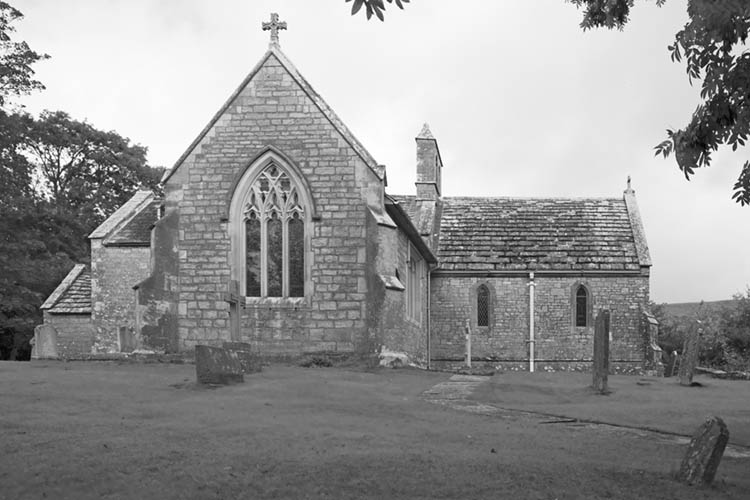
Tyneham St Mary's Church
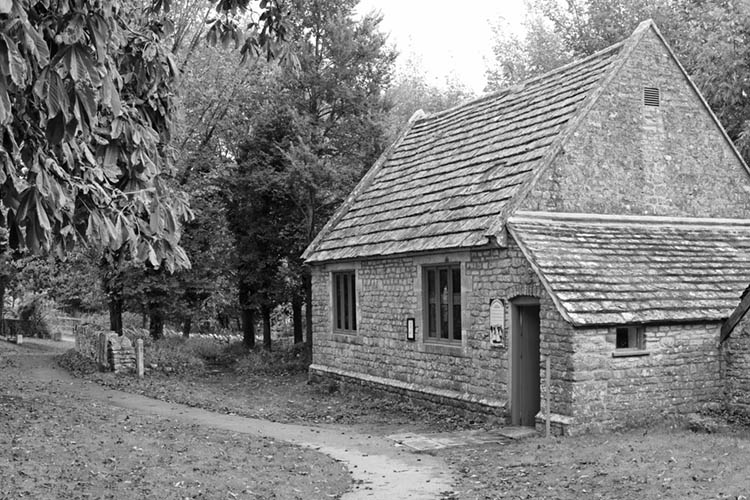
Skolbyggnaden i Tyneham
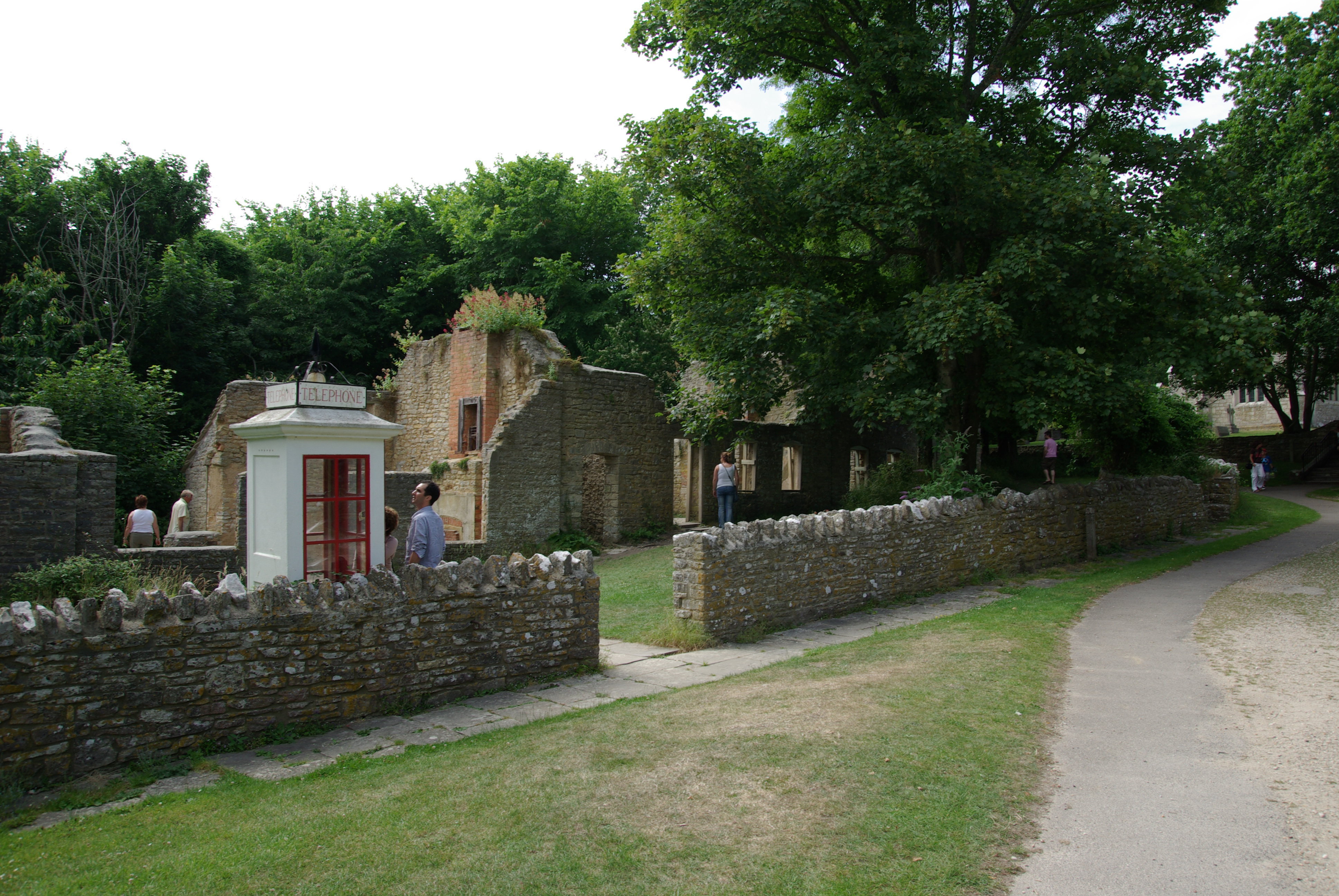
En vy i Tyneham över bland annat poststationen
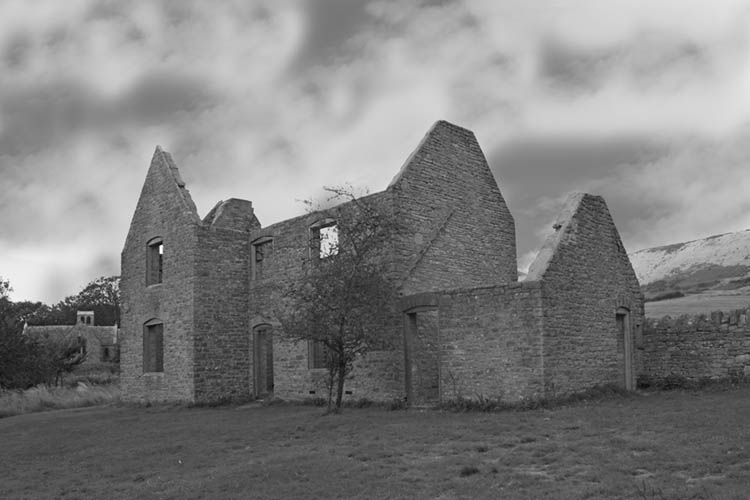
Gardeners House – bebott fram till 1943

### Engelska originalcitat
1. ↑  [P]lease treat the church and houses with care; we have given up our homes where many of us lived for generations to help win the war to keep men free.  We shall return one day and thank you for treating the village kindly.